# Говерла (футбольный клуб)
«Говерла» (укр. «Говерла») — футбольный клуб из Ужгорода, основанный в 1925 году под названием СК «Русь».

## История названий
- 1925—1946 — «Русь»
- 1946—1961 — «Спартак»
- 1961—1971 — «Верховина»
- 1971—1982 — «Говерла»
- 1982—1996 — «Закарпатье»
- 1996—1998 — «Верховина»
- 1998—2011 — «Закарпатье»
- 2011—2012 — «Говерла-Закарпатье»
- 2012—2016 — «Говерла»

## История

### Основание
Весной 1919 года в Ужгороде было создано первое Ужгородское рабочее общество, которое на протяжении двух десятилетий (1921—1941 годов) занимало важное место в спортивной жизни Закарпатья. Общество не один раз становилось региональным чемпионом, а в 1933 году стало чемпионом Словакии среди венгерских команд. Кроме этого, футбольные клубы были созданы ещё и в Ужгороде, Перечине, Великом Берёзном, Мукачево, Берегове, Хусте, Сваляве. Но в федерацию футбола их не приняли, так как выступая непланомерно, они не были зарегистрированы и не имели постоянного списка игроков, а также не всегда ездили на игры из-за отсутствия стабильного финансирования. Из-за этого клубы стремились создать собственный чемпионат рабочих команд.

### Первые годы существования
В первый же год своего существования «Говерла» (тогда – СК «Русь») завоевала звание первого чемпионата Закарпатья среди венгерских команд. В 1922 году, кроме основного состава, общество имело дублёров, несколько юношеских и детских команд.
За более чем двадцатилетний период своего существования команда завоевала многие трофеи. К наиболее значимым относятся:
- Три титула чемпиона Закарпатья среди местных венгерских команд (1921, 1932 и 1933 года);
- В 1932 году выход в финал чемпионата Словакии;
- Достижение в 1933 году звания лучшей команды Словакии и Венгрии.

В 1933 году состоялся финал за звание абсолютного чемпиона Словакии, и впервые в финал попали две ужгородские команды — СК «Русь» и УРТТ. Всё решал третий поединок (по сумме двух встреч — 3:2 и 0:1), который и завершился победой СК «Русь» — 3:2. Серебряный призёр, команда УРТТ существовала и далее, но весомых побед не достигала.

### Возрождение команды
Спортивный клуб «Русь» из Ужгорода был основан 15 августа 1925 года, а на сборах был выбран первый состав функционеров: президент — Илья Гаджега, заместитель — Эдмунд Бачинский, секретарь и руководитель футбольной секции — Августин Лавришин и другие. Цветами клуба стали зелёный и красный, эмблема — слева — сине-жёлтые полосы (официальный герб региона), справа — красный медведь. Хотя клуб был основан в 1925 году, но сама футбольная секция начала действовать только весной 1926 года. Это решение было принято 21 марта.
Начинать приходилось всё с нуля: не было ни игроков, ни финансов, ни футбольного поля, ни формы. Но благодаря президенту клуба СК «Русь» в команду перешло много талантливых футболистов, которые перед этим играли в УАК: Андрей Бачо, Иосиф Криж, Степан Комар, Иосиф Хома, Гедеон Пастор, Василий Беллас, Карл Папп, Андрей Марко, Титус Иванчо и другие. Пришли в команду студенты университета: Иван Бачинский, Адальберт Гелетка, Андрей Рудловчак. Была создана и команда дублёров, в которую входили ученики местной мужской семинарии и местной гимназии. Со временем к ним присоединились и другие исполнители.

### Новый чемпионат
В 1934 году была реорганизована вся система общегосударственного розыгрыша, то есть чемпионат ЧСР. Из лучших футбольных команд создавались так называемые «дивизии», которых было пять: среднечешская, дивизия чешской провинции, моравско-селезская, словацко-подкарпатская, дивизия немецкого союза. Система розыгрыша футбола в ЧСР проводилась по национальному принципу. Словацкая дивизия была разделена на две группы — Западную (команды западной и центральной Словакии) и Восточную (команды восточной Словакии и Закарпатья). На основании предыдущих спортивных результатов в Восточную Словацко-Подкарпатскую дивизию были включены две сильнейшие славянские команды (СК «Русь» и ЧсСК из Ужгорода) и две венгерские футбольные дружины, которые в своём национальном чемпионате заняли первые два места (МШЕ (Мукачево) и БФТЦ (Берегово).
После удачного выступление в восточной группе в другом розыгрыше восточнословацко-подкарпатской дивизии 1935—1936 СК «Русь» заняла первое место в своей группе и получила право принимать участие в будущих финальных играх Словакии. За звание чемпиона Словакии 1936 года ужгородцы боролись с командой ФТЦ (Филяково). Первый матч завершился со счётом 1:1, а в ответном матче ужгородцы победили 2:1 и во второй раз завоевали звание чемпиона Словакии, а вместе с этим и право выступать в Чехословацкой государственной лиге. Именно в 1936 году футболисты СК «Русь» стали известны всей футбольной Чехословакии, как «летающая команда учителей». К тому же команда одной из первых в мире начала регулярно летать на матчи.

### Реорганизация
Весной 1940 года в Хусте было создано Закарпатское отделение (филиал) венгерского футбольного союза, которое проделало большую работу для сохранения старых и создания новых национальных команд. С целью воспитания новых судейских кадров 1940 года в Виноградове и Хусте были проведены семинары, которые завершались экзаменами. Было подготовлено 20 специалистов, которые со временем проводили матчи не только в области, но и по всей Венгрии. В 1938—1942 годах в Закарпатье было создано два спортивных центра: западный в Ужгороде и восточный в Хусте. До 1943 года они действовали независимо друг от друга и только в 1943—1944 годах футбольным центром Закарпатья вновь стал Ужгород. Венгерскими властями велась и «работа» по ликвидации ещё существующих украинских клубов СК «Русь» (Ужгород), СК «Русь» (Хуст) и «Бескид» (Севлюш) и всякими способами мешали созданию новых спортивных сообществ. Не обращая внимание на это, СК «Русь» всё-таки смогла сыграть ведущую роль во второй лиге венгерского чемпионата.

### 1945—1971
В октябре 1945 года на первую годовщину освобождения Закарпатья в Ужгород была приглашена одна из лучших команд восточной Украины «Стахановец» (Сталино), которая должна была провести три товарищеские игры: в Ужгороде, Мукачево и Берегове. Первый футбольный матч между командами «Стахановец» и «Спартак» был проведён в Ужгороде 28 октября. Невзирая на то, что дончане победили ужгородцев со счётом 3:0, это был дебют первой новой команды в Закарпатье уже советского времени.
В августе — сентябре 1946 года состоялся турнир за право участие в чемпионате СССР среди команд мастеров. Ужгородцы получили право выступать во второй всесоюзной лиге мастеров. Футбол за очень короткий период получил огромную популярность. За один только год (июнь 1945 — июнь 1946) количество футболистов увеличилось с 750 до 3315 человек. В 1946 году в области было зарегистрировано более полсотни команд, создана секция футбольных арбитров. Так команда просуществовала до 1971 года, пока первенство не было реорганизовано.

### 1971—1991
После реорганизации розыгрыша первенства в 1971 году изменила название и закарпатская команда. Она получила название «Говерла» и выступала в украинской зоне второй лиги. В 1982 году команда была снова переименована, на этот раз в ОСК «Закарпатье». В 1984 и 1985 годах наивысшим достижением «Закарпатья» были соответственно четвёртое и пятое места в 6-й зоне.

### 1991—2016
В высшей лиге независимой Украины клуб выступал четырежды, в сезоне 2001/02, 2004/05 — 2005/06 и 2007/08. В сезоне 2008/09 «Закарпатье» заняло первое место в Первой лиге, благодаря чему выступало в сезоне 2009/10 в высшем дивизионе Украины — Премьер-лиге.
Профессиональная футбольная лига Украины по итогам сезона 2011/12 назвала главного тренера «Говерлы-Закарпатья» Александра Севидова лучшим тренером. Лучшим игроком сезона стал полузащитник клуба Дмитрий Трухин, а лучшим бомбардиром первой лиги — Александр Косырин, который выступал в том сезоне в ФК «Одесса» и «Говерле-Закарпатье» и забил в сумме 19 мячей. Также ужгородский клуб победил в сезоне 2011/12 и в конкурсе «Честная игра».
По итогам сезона 2012/13 клуб занял предпоследнее место в турнирной таблице и должен был понизиться в классе, но в силу обстоятельств, которые помешали двум клубам из первой лиги занять вакантные места (с учётом места распавшегося «Кривбасса»), «Говерла» осталась в украинской премьер-лиге (наравне с запорожским «Металлургом»).
Летом 2015 года произошёл конфликт между ультрас команды и её владельцами по политическим причинам. В итоге фанаты приняли решение отказать в поддержке «Говерле», начав болеть за любительскую команду ФК «Ужгород».
В 2016 году «Говерла» не прошла аттестацию для участия в Премьер лиге Украины 2016/2017 и потеряла профессиональный статус.

## Достижения
- Первая лига Украины
  - Чемпион (3): 2003/04, 2008/09, 2011/12
  - Серебряный призёр (2): 2000/01, 2006/07
- Вторая лига Украины (группа А)
  - Победитель:  1998/99
- Чемпионат Украинской ССР
  - Чемпион (3): 1946, 1950, 1953
- Кубок Украинской ССР
  - Обладатель 1950

## Прочее
- Клуб удерживал антирекорд чемпионата Украины по количеству финишей на последнем месте — 4 (в сезонах 2001/02, 2005/06, 2007/08, 2009/10);
- Клуб содержал украинский политик Нестор Шуфрич. В 2007 г. за клуб играл его сын Александр Шуфрич, который в 2012 году стал вице-президентом клуба[5]. Почетным президентом клуба является отец Нестора Шуфрича — Иван Юльевич Шуфрич;
- В 2005 г. за клуб был заявлен Александр Ризак, сын бывшего губернатора Закарпатской области[6].